# Oasys - Mini Hollywood
Il parco Oasys - Mini Hollywood è un parco di divertimento situato a Tabernas, nella provincia di Almería (Andalusia), in Spagna.
Il parco è diviso in due aree separate: il Mini Hollywood (con ambientazione western) e l'Oasys (parco faunistico e zoo).
Il Mini Hollywood, costruito alla chilometrica 364 della strada nazionale N-340, sorge all'interno dell'ambiente scenografico del deserto di Tabernas.

## Storia

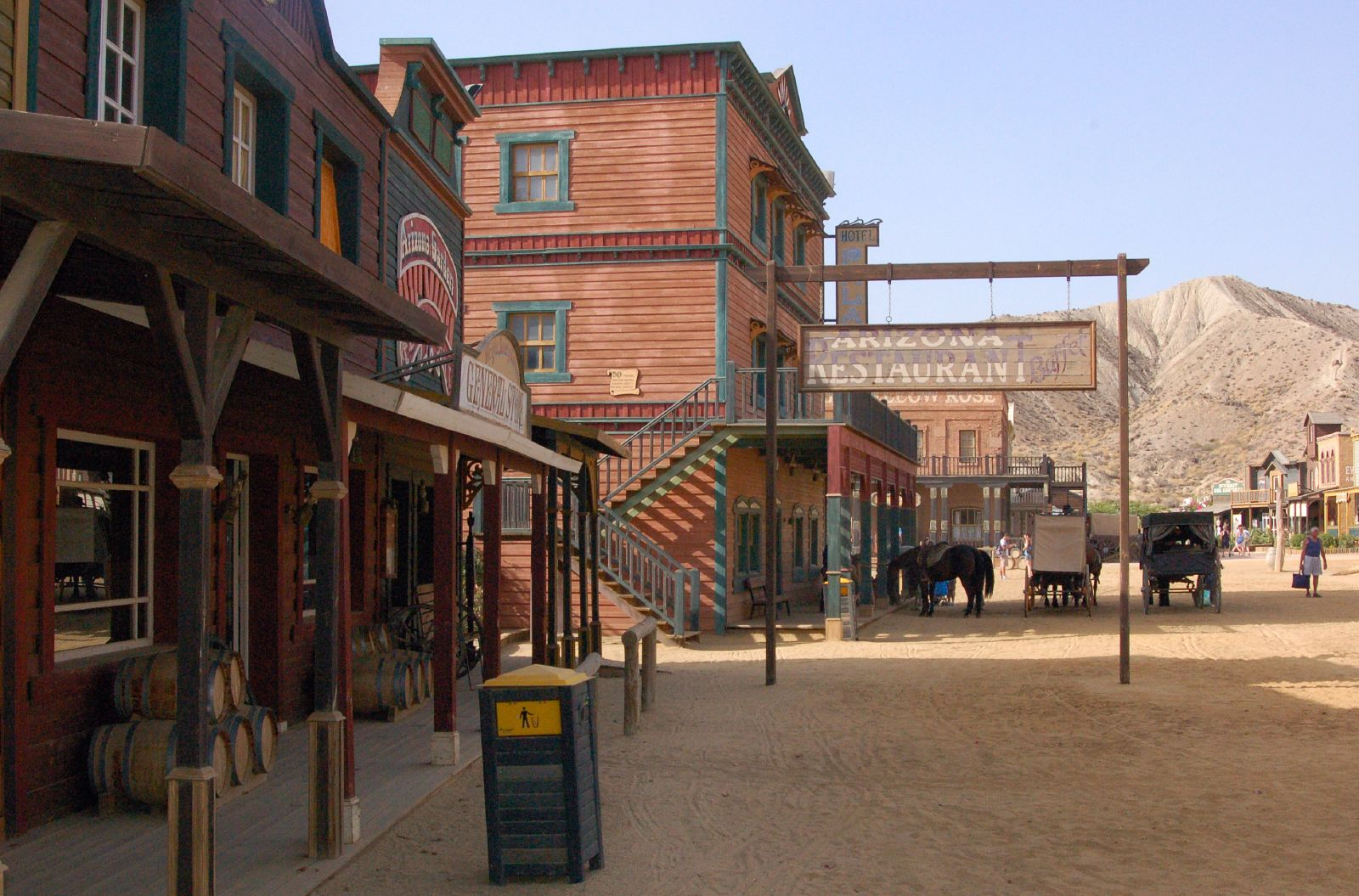
Il ristorante sulla Main Street

Originariamente chiamato Poblado del Oeste oppure El Paso o Yucca City, venne realizzato da Carlo Simi nel 1965 quale set cinematografico per il film Per qualche dollaro in più di Sergio Leone e in seguito venne usato anche per altre pellicole western. Nel 1966, al termine delle riprese de Il buono, il brutto, il cattivo, l'area venne acquistata e destinata ad attrazione turistica.
Dopo alcuni lavori di restauro negli anni 1979-1980, in cui vennero riparate, ridipinte e riqualificate le casette e le scenografie danneggiate da una tempesta, l'attrazione venne riaperta con il nome di Mini Hollywood.
Negli anni 1980 viene conosciuto come Yucca City ed utilizzato come location in cui Michele Lupo realizzò il film Occhio alla penna, con Bud Spencer e Amidou (girato tra settembre e ottobre del 1980).
Completamente ridisegnato negli anni 1990 a seguito della sua acquisizione da parte di una catena alberghiera
l'attrazione viene trasformato in un parco tematico western e viene affiancato da un'altra area separata dedicata a giardino zoologico.
Il parco ospita ogni giorno alcuni spettacoli con cowboy e acrobati, come la rapina alla banca e i momenti finali di Jesse James.
Il parco Oasys ospita uno zoo con uccelli e grandi felini, e un giardino di cactus con più di 250 specie differenti provenienti dai 5 continenti.

## Film girati a Mini Hollywood
- Per qualche dollaro in più (1965)

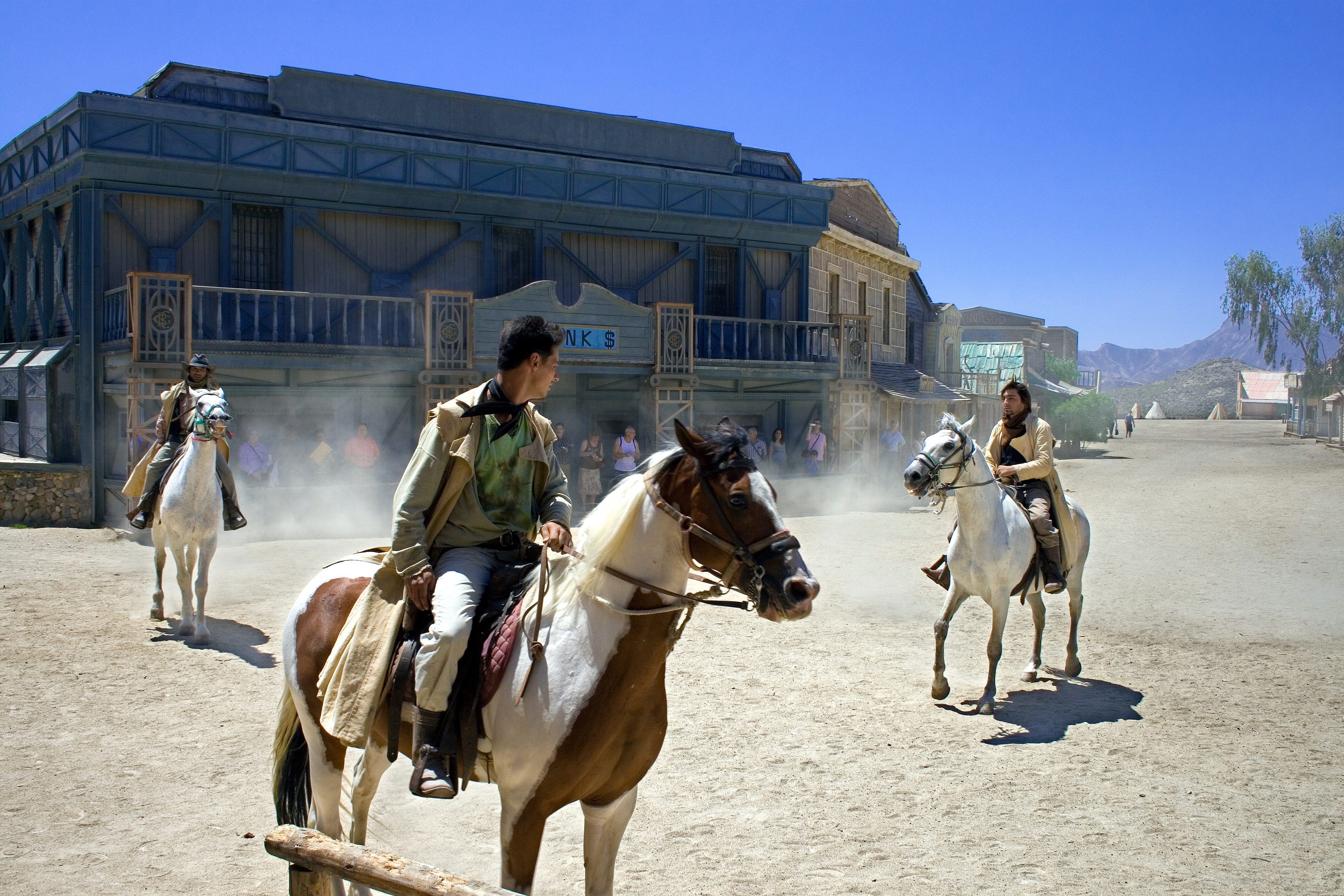
Spettacolo con i cowboys

- Il buono, il brutto, il cattivo (1968)
- Le pistolere (1971)
- Sole rosso (1971)
- Occhio alla penna (1980)
- Conan il barbaro (1982)
- Blueberry (2004)
- Una città di nome Mercy (2012, terzo episodio della settima stagione di Doctor Who)